# De Rode Prinses
De Rode Prinses is een Nederlandstalige jeugdroman, geschreven door Paul Biegel en uitgegeven in 1987 bij Uitgeverij Holland in Haarlem. Het boek, waarvan de eerste editie werd geïllustreerd door Fiel van der Veen, verhaalt over een prinses die, na twaalf jaar een afgescheiden leventje te hebben geleid, zich nu ineens zelf moet zien te redden in de harde buitenwereld. Voortdurend wordt verwezen naar het cijfer 12. Ook suggereert het boek middels de autoritaire koningin-grootmoeder een discussie over het nut van de monarchie: zijn koningen, koninginnen en prinsessen onmisbaar, dienen ze slechts voor de sier, of zijn het zoals Sinterklaas maar gewone mensen in een mooi pak waarin iedereen gelooft?

## Inhoud
Op haar twaalfde verjaardag wordt de Rode Prinses voor de allereerste keer aan het volk getoond. Tot dusver heeft ze slechts binnen de paleismuren gewoond, waar ze werd onderwezen door haar hofdames Laula en Paula. Maar op het moment dat haar koets de paleismuren verlaat en de hoofdstad binnenrijdt, wordt deze gekaapt door drie rovers. De drie rovers, Holz, Bolz en Schwanzenstolz, nemen haar mee naar hun rovershut midden in de wildernis. Al snel blijkt dat Schwanzenstolz een stuk beschaafder en waardiger is dan zijn twee kameraden, de prinses beter behandelt, en zich ook duidelijk schuldig voelt over de ontvoering.
In de hoofdstad zijn de koning en koningin zo overstuur dat ze niet meer kunnen regeren, en de sluwe koningin-moeder neemt het noodgedwongen tijdelijk over. Plotsklaps zijn de koning en de koningin gereduceerd tot dodelijk bezorgde ouders. De rovers eisen losgeld (12 pond zilver en 12 pond goud), die de koningin-moeder via een speciale heffing inzamelt van het volk. Ze is echter niet van plan dat zomaar aan de rovers te geven maar zet een val en de rovers worden opgepakt door twaalf als boom vermomde soldaten. De prinses blijkt echter verdwenen: aanvankelijk vond ze het een spannend avontuur maar ze was uiteindelijk uit het rovershuis weggelopen omdat ze het eten bij de rovers niet lekker vond.
De Rode Prinses begint nu aan een odyssee door het hele rijk met als doel terug te kunnen keren naar het paleis. Dat valt niet mee: ze is niet gewend voor zich zelf te zorgen en gebruikt pluralis majestatis. Ook komt ze voor het eerst met het volk in aanraking: de Verschrikkelijke Umberto, boeren, een bruiloft, etc. Omdat ze nooit aan het volk is getoond wordt ze door niemand als prinses herkend, en kan ze ook niemand commanderen. Bovendien weet ze door haar afgeschermde leventje niet hoe de maatschappij buiten het paleis in elkaar steekt (zo denkt ze bijvoorbeeld dat een melkmeisje de hele dag melk drinkt). Sommigen hebben het goed voor met het verdwaalde meisje en willen helpen. De Verschrikkelijke Umberto is bijvoorbeeld veel minder verschrikkelijk dan wordt verteld en leert de prinses in de wildernis enigszins voor zichzelf te zorgen. Anderen hebben slechtere bedoelingen. Vaak wordt ze niet begrepen en vanwege haar taalgebruik wordt ze zelfs korte tijd in een dolhuis opgesloten, totdat ze 'gewoon' in enkelvoud spreekt. Enerzijds is ze nog een prinses, anderzijds een verdwaald meisje van 12 dat haar ouders en oma mist.
Ondertussen begint het volk te denken dat de prinses niet bestaat omdat niemand haar daadwerkelijk heeft gezien, en dat de ontvoering een truc was om het volk het 'losgeld' afhandig te maken. Dit losgeld was immers ingezameld van het volk en wordt nu als beloning uitgeloofd voor wie de rode prinses vindt. Opa Tannenbaum beweert dat de 'beloning' gewoon wordt geïnd door een vriendje van de koning waarna de koninklijke familie en de 'rovers' de buit verdelen. Daarom bedenkt hij het plan om een nep-prinses (uit 12 meisjes uitgekozen) naar het paleis te brengen. Als de Rode Prinses immers niet bestaat moeten de koning en koningin immers dit meisje wel accepteren en de beloning uitloven om gezichtsverlies te voorkomen. Deesje wordt uit 12 roodharige meisjes gekozen, opgedirkt, en naar het paleis gebracht. De slimme koningin-moeder doorziet het plan echter en geeft als beloning 12 pond vlooien en 12 pond luizen. De drie rovers worden berecht en ter dood veroordeeld, waarop op het stadsplein in de hoofdstad drie galgen in elkaar worden getimmerd.
Deesje moet tegen wil en dank prinses spelen en in het paleis wonen, want de koningin-moeder heeft tot afschuw van de koning en koningin (en Deesje zelf) het personeel opdracht gegeven Deesje als prinses te behandelen. Deesje ervaart nu de omgekeerde ervaring van de Rode Prinses: als volksmeisje is ze het nette paleisleven vol etiquette en beleefdheden niet gewend, en ook zij is gescheiden van haar ouders en haar zus Geesje. Als Deesje de kerker passeert en naar binnen kijkt doorziet ook Schwanzenstolz het bedrog direct en verkondigt dat zij niet de Rode Prinses is.
Er wordt een schavot op het stadsplein in elkaar getimmerd met drie galgen, waaraan de rovers zullen worden opgehangen als straf voor de ontvoering van de Rode Prinses. Opa Tannenbaum bedenkt nu het plan om de 12 soldaten als boom vermomd tijdens de publieke executie van Holz, Bolz en Schwanzenstolz Deesje terug te ontvoeren.
Tijdens de executie strekken de als boom vermomde soldaten hun takken al uit om Deesje te grijpen en bereidt de beul de ophanging voor, maar op het moment suprême komt de (echte) Rode Prinses tussenbeide, rent naar Schwanzenstolz en smeekt de beul hem te sparen omdat hij haar goed behandeld had. Deesje wordt weer teruggebracht naar haar ouders, het goud en zilver wordt aan het volk teruggegeven, en de drie rovers gaan weer terug de kerker in. De Rode Prinses bevrijdt de rovers op een stille nacht en vraagt mee te gaan om ook rover te kunnen worden. Schwanzenstolz zegt dat dat niet kan; zij zijn nu eenmaal rovers en zij een prinses die voorbestemd is koningin te worden. De rode prinses neemt hierop afscheid van hem, en wordt koningin.

### Trivia
- De Rode Prinses wordt nergens bij de voornaam genoemd. De koning daartentegen wordt door zijn vrouw en moeder aangesproken met Egbert.
- De namen van de rovers zijn afkomstig uit het Duits; Holz betekent hout, Bolz is een achternaam, en Schwanzenstolz betekent "trots (stolz) op de staart (Schwanz)". Erg gelukkig gekozen is die laatste naam echter niet; het woord "Schwanz" wordt binnen Duitsland informeel ook wel gebruikt voor "penis", zodat men er ook in kan lezen 'trots op zijn penis'. Ook de naam van Opa Tannenbaum is afkomstig uit het Duits en betekent ´spar´ of ´kerstboom´.
- Het boek kreeg in 1988 de tweede prijs van de Nederlandse Kinderjury in de categorie '10 tot 12 jaar'